# Nietonafriella euclypeata
Nietonafriella euclypeata är en insektsart som beskrevs av Ortego 1998. Nietonafriella euclypeata ingår i släktet Nietonafriella och familjen långrörsbladlöss. Inga underarter finns listade i Catalogue of Life.